# Włochy w Konkursie Piosenki Eurowizji
Włochy uczestniczą w Konkursie Piosenki Eurowizji od samego początku, czyli od 1956. Od czasu debiutu, konkursem w kraju zajmuje się włoski nadawca publiczny Rai – Radiotelevisione italiana. Reprezentantem kraju zazwyczaj zostaje laureat Festiwalu Piosenki Włoskiej w San Remo.
Włochy trzykrotnie wygrały finał konkursu: w 1964 (Gigliola Cinquetti z piosenką „Non ho l’età”), 1990 (Toto Cutugno z piosenką „Insieme: 1992”), oraz w 2021 (Måneskin z piosenką „Zitti e buoni”). Do tej pory nadawca trzy razy pełnił funkcję gospodarza: w 1965, 1991 oraz 2022, a konkursy odbyły się odpowiednio: w Neapolu, Rzymie i Turynie.
Telewizja włoska kilkukrotnie wycofywała się z udziału w konkursie. Po raz pierwszy nie wysłała swojego reprezentanta na konkurs w 1981, tłumacząc to „malejącym zainteresowaniem telewidzów”. Dwa lata później wróciła do konkursowej rywalizacji. Włochy nie wzięły również udziału w konkursie w 1986, by powrócić w kolejnym roku. Kraj nie wysłał swojego reprezentanta na konkursy w latach 1994–1996. Po powrocie na konkurs w 1997 telewizja wycofała się z udziału 1998, by powrócić po trzynastoletniej przerwie i uczestniczyć w finale konkursu w 2011. Telewizja dołączyła wówczas do grupy krajów tzw. „Wielkiej Czwórki” (tj. Niemiec, Francji, Hiszpanii i Wielkiej Brytanii), tworząc tzw. „Wielką Piątkę”, mającą zagwarantowane miejsce w finale dzięki wpłacaniu najwyższych składek organizacyjnych.

## Uczestnictwo
Włochy uczestniczą w Konkursie Piosenki Eurowizji od 1956 i do tej pory wzięła w nim udział 47 razy. Poniższa tabela uwzględnia nazwiska wszystkich włoskich reprezentantów, tytuły konkursowych piosenek oraz wyniki w poszczególnych latach.
| Rok                                   | Artysta                    | Piosenka                     | Finał            | Finał            |
| Rok                                   | Artysta                    | Piosenka                     | Miejsce          | Punkty           |
| ------------------------------------- | -------------------------- | ---------------------------- | ---------------- | ---------------- |
| 1956                                  | Franca Raimondi            | „Aprite le finestre”         | 2                | N/K              |
| 1956                                  | Tonina Torrielli           | „Amami se vuoi”              | 2                | N/K              |
| 1957                                  | Nunzio Gallo               | „Corde della mia chitarra”   | 6                | 7                |
| 1958                                  | Domenico Modugno           | „Nel blu dipinto di blu”     | 3                | 13               |
| 1959                                  | Domenico Modugno           | „Piove (Ciao, ciao bambina)” | 6                | 11               |
| 1960                                  | Renato Rascel              | „Romantica”                  | 8                | 5                |
| 1961                                  | Betty Curtis               | „Al di là”                   | 5                | 12               |
| 1962                                  | Claudio Villa              | „Addio, addio”               | 9                | 3                |
| 1963                                  | Emilio Pericoli            | „Uno per tutte”              | 3                | 37               |
| 1964                                  | Gigliola Cinquetti         | „Non ho l’età”               | 1                | 49               |
| 1965                                  | Bobby Solo                 | „Se piangi, se ridi”         | 5                | 15               |
| 1966                                  | Domenico Modugno           | „Dio, come ti amo”           | 17               | 0                |
| 1967                                  | Claudio Villa              | „Non andare più lontano”     | 11               | 4                |
| 1968                                  | Sergio Endrigo             | „Marianne”                   | 10               | 7                |
| 1969                                  | Iva Zanicchi               | „Due grosse lacrime bianche” | 13               | 5                |
| 1970                                  | Gianni Morandi             | „Occhi di ragazza”           | 8                | 5                |
| 1971                                  | Massimo Ranieri            | „L’amore è un attimo”        | 5                | 91               |
| 1972                                  | Nicola Di Bari             | „I giorni dell’arcobaleno”   | 6                | 92               |
| 1973                                  | Massimo Ranieri            | „Chi sarà con te”            | 13               | 74               |
| 1974                                  | Gigliola Cinquetti         | „Sì”                         | 2                | 18               |
| 1975                                  | Wess i Dori Ghezzi         | „Era”                        | 3                | 115              |
| 1976                                  | Al Bano i Romina Power     | „We’ll Live It All Again”    | 7                | 69               |
| 1977                                  | Mia Martini                | „Libera”                     | 13               | 33               |
| 1978                                  | Ricchi e Poveri            | „Questo amore”               | 12               | 53               |
| 1979                                  | Matia Bazar                | „Raggio di luna”             | 15               | 27               |
| 1980                                  | Alan Sorrenti              | „Non so che darei”           | 6                | 87               |
| 1983                                  | Riccardo Fogli             | „Per Lucia”                  | 11               | 41               |
| 1984                                  | Alice i Battiato           | „I treni di Tozeur”          | 5                | 70               |
| 1985                                  | Al Bano i Romina Power     | „Magic Oh Magic”             | 7                | 78               |
| 1987                                  | Umberto Tozzi i Raf        | „Gente di mare”              | 3                | 103              |
| 1988                                  | Luca Barbarossa            | „Vivo (Ti scrivo)”           | 12               | 52               |
| 1989                                  | Anna Oxa i Fausto Leali    | „Avrei voluto”               | 9                | 56               |
| 1990                                  | Toto Cutugno               | „Insieme: 1992”              | 1                | 149              |
| 1991                                  | Peppino di Capri           | „Comme è ddoce ’o mare”      | 7                | 89               |
| 1992                                  | Mia Martini                | „Rapsodia”                   | 4                | 111              |
| 1993                                  | Enrico Ruggeri             | „Sole d’Europa”              | 12               | 45               |
| Brak reprezentanta w latach 1994–1996 |                            |                              |                  |                  |
| 1997                                  | Jalisse                    | „Fiumi di parole”            | 4                | 114              |
| Brak reprezentanta w latach 1998–2010 |                            |                              |                  |                  |
| 2011                                  | Raphael Gualazzi           | „Madness of Love”            | 2                | 189              |
| 2012                                  | Nina Zilli                 | „L’amore è femmina”          | 9                | 101              |
| 2013                                  | Marco Mengoni              | „L’essenziale”               | 7                | 126              |
| 2014                                  | Emma                       | „La mia città”               | 21               | 33               |
| 2015                                  | Il Volo                    | „Grande amore”               | 3                | 292              |
| 2016                                  | Francesca Michielin        | „No Degree of Separation”    | 16               | 124              |
| 2017                                  | Francesco Gabbani          | „Occidentali’s Karma”        | 6                | 334              |
| 2018                                  | Ermal Meta i Fabrizio Moro | „Non mi avete fatto niente”  | 5                | 308              |
| 2019                                  | Mahmood                    | „Soldi”                      | 2                | 472              |
| 2020                                  | Diodato                    | „Fai rumore”                 | Konkurs odwołany | Konkurs odwołany |
| 2021                                  | Måneskin                   | „Zitti e buoni”              | 1                | 524              |
| 2022                                  | Mahmood i Blanco           | „Brividi”                    | 6                | 268              |
| 2023                                  | Marco Mengoni              | „Due vite”                   | 4                | 350              |
| 2024                                  | Angelina Mango             | „La noia”                    | 7                | 268              |
| 2025                                  | Lucio Corsi                | „Volevo essere un duro”      | 5                | 256              |
| 2026                                  |                            |                              |                  |                  |

Legenda:
     1. miejsce

## Historia głosowania w finale (1957–2025)
Poniższe tabele pokazują, którym krajom Włochy przyznaje w finale najwięcej punktów oraz od których państw włoscy reprezentanci otrzymują najwyższe noty.
| Lp. | Kraj            | Punkty |
| --- | --------------- | ------ |
| 1   | Francja         | 158    |
| 2   | Wielka Brytania | 154    |
| 3   | Szwajcaria      | 133    |
| 4   | Irlandia        | 131    |
| 5   | Hiszpania       | 128    |

| Lp. | Kraj       | Punkty |
| --- | ---------- | ------ |
| 1   | Hiszpania  | 282    |
| 2   | Szwajcaria | 275    |
| 3   | Portugalia | 266    |
| 4   | Malta      | 252    |
| 5   | Francja    | 219    |

## Konkursy Piosenki Eurowizji organizowane we Włoszech
Poniższy spis uwzględnia miejsce organizacji koncertów oraz nazwiska prowadzących.
| Rok  | Miejsce | Arena                      | Prowadzący                               |
| ---- | ------- | -------------------------- | ---------------------------------------- |
| 1965 | Neapol  | Sala di Concerto della RAI | Renata Mauro                             |
| 1991 | Rzym    | Teatro 15 di Cinecittà     | Gigliola Cinquetti, Toto Cutugno         |
| 2022 | Turyn   | PalaOlimpico               | Alessandro Cattelan, Laura Pausini, Mika |

## Nagrody im. Marcela Bezençona
Nagroda Dziennikarzy
| Rok  | Wykonawca         | Piosenka              | Autor(zy)                                                           |
| ---- | ----------------- | --------------------- | ------------------------------------------------------------------- |
| 2015 | Il Volo           | „Grande amore”        | Francesco Boccia, Ciro Esposito                                     |
| 2017 | Francesco Gabbani | „Occidentali’s Karma” | Francesco Gabbani, Filippo Gabbani, Fabio Ilacqua, Luca Chiaravalli |

Nagroda Kompozytorów
| Rok  | Wykonawca     | Piosenka   | Autor(zy)                                      |
| ---- | ------------- | ---------- | ---------------------------------------------- |
| 2019 | Mahmood       | „Soldi”    | Mahmood, Dardust, Paolo Alberto Monachetti     |
| 2023 | Marco Mengoni | „Due vite” | Marco Mengoni Davide Petrella Davide Simonetta |

## Faworyt OGAE
Międzynarodowe stowarzyszenie fanów Konkursu Piosenki Eurowizji OGAE rokrocznie od 2007 przeprowadza ankietę, w której każdy krajowy klub oraz OGAE Reszta Świata głosuje na wszystkie piosenki zgłoszone do konkursu przy użyciu tzw. systemu eurowizyjnego (1-7, 8, 10 i 12 punktów dla 10 najwyżej ocenionych utworów; klub nie może głosować na propozycję z własnego kraju). Poniższy spi prezentuje włoskich zwycięzców plebiscytu:
| Rok  | Artysta           | Piosenka              | Autor(zy)                                                           |
| ---- | ----------------- | --------------------- | ------------------------------------------------------------------- |
| 2015 | Il Volo           | „Grande amore”        | Francesco Boccia, Ciro Esposito                                     |
| 2017 | Francesco Gabbani | „Occidentali’s Karma” | Francesco Gabbani, Filippo Gabbani, Fabio Ilacqua, Luca Chiaravalli |
| 2019 | Mahmood           | „Soldi”               | Mahmood, Dardust, Paolo Alberto Monachetti                          |

## Gratulacje: 50 lat Konkursu Piosenki Eurowizji
W październiku 2005 Europejska Unia Nadawców zorganizowała koncert jubileuszowy Gratulacje: 50 lat Konkursu Piosenki Eurowizji, podczas którego odbył się plebiscyt na najlepszą piosenkę w historii konkursu. Drugie miejsce zajęła włoska propozycja „Nel blu dipinto di blu” Domenico Modugno, która zajęła trzecie miejsce podczas 3. Konkursu Piosenki Eurowizji w 1958.